# 长邯高速公路
长邯高速公路是一条链接山西长治和河北邯郸的高速公路，全长约173公里，是建设中的青兰高速公路（G22）的重要组成部分。
该公路的一期工程为长治（黄碾）——下湾村段（山西境），全长49公里，2000年4月1日开工，于2002年8月18日竣工并于当年9月28日投入使用。二期工程为下湾村--邯郸涉县昭岗村，全长13公里，2003年开工建设，2004年12月18日建成通车。三期工程为涉县招岗村--邯郸户村段，全长99公里，于2007年8月开工建设，2010年8月30日竣工，2010年9月1日通车。三期工程的竣工标志着长邯高速公路全线贯通。
由于长邯高速横越太行山，连接河北，是晋煤外运的途径；不仅通行压力大，而且年久失修、车祸次数多，所以长邯高速于2014年5月下旬开始进行拓宽改造工程，最窄6车道，最宽8车道。拓宽建设工期约3年，涉及改造里程53.526公里，概算总投资34.5亿元，将会成为山西省的第一条含有双向八车道的高速公路。